# Burgstall Angerbach
Der Burgstall Angerbach bezeichnet eine abgegangene spätmittelalterliche Wasserburg, etwa 150 Meter südsüdöstlich der Kirche von Angerbach gelegen, einem Ortsteil der Gemeinde Gangkofen im Landkreis Rottal-Inn in Bayern. Die Anlage wird als Bodendenkmal unter der Aktennummer D-2-7540-0105 im Bayernatlas als „abgegangener Wasserburgstall des (späten) Mittelalters und der frühen Neuzeit“ geführt.

## Geschichte
Die Hofmark Angerbach entstand auf dem Grund des Klosters St. Veit. 1378 erscheinen die Brüder Wernhart, Ulreich, Eysenreich und Erhart die Perchover als Zeugen des Klosters, die den Sitz Angerbach innehaben. Am 22. Januar 1378 leistet ein Sighart Perchover Zeugenschaft und 1497 tritt in einer Urkunde des Klosters Seemannshausen der „weise, veste Stephan Rätlkhofer zu Angersbach“ auf. 1505 sind ein Sitz und eine Hofmark Angerbach nachgewiesen, die von ca. 1558 bis 1580 im Besitz der Familie Englhofer ist. Ab 1580 bis 1597 ist die Hofmark in der Hand des Leonhard des Wendeldorfers. Von 1597 besitzt zuerst Heinrich Neuburger, Mautner zu Vilshofen, und danach sein Sohn Rudolf Neuburger die Hofmark. Diese bestand aus einem Herrenhaus, dem Hofbau, einer Hube, der Tafern, der Schmiede, dem Badhaus, sieben Sölden, drei Häuseln und weiteren einschichtigen Gütern. Von 1604 an gehört die Hofmark Langquart zur Hofmark Angerbach. Am 24. Mai 1655 verkauft Heinrich Neuburger, Pfleger zu Landau an der Isar, an den kurfürstlichen Hofkammerrat Johann Hundtacker von Auerbach, der auch Kastner zu München und Pfleger zu Landau war. Dieser kauft auch den nahe gelegenen Sitz Sölgerding hinzu. Sein Sohn Johann Felix von Auerbach zu Angerbach vermacht seinen Besitz Franz Anton Freiherrn von Hechenkirchen. Dieser verkauft den Besitz 1695 an Jakob Franz Ferdinand von Bessol, aber bereits 1696 geht der Besitz an Ferdinand Josef von Vieregg zu Gerzen über. Von diesem kam die Hofmark Angerbach mit dem Sitz Sölgerding 1780 an die Familie Lerchenfeld, die sie 1796 an Johann Nepomuk Freiherr von Dachsberg übergab, aber 1804 ist sie wieder in der Hand der Lerchenfelder.

## Beschreibung
Der Burgstall Angerbach liegt 150 m südlich von der Wallfahrtskirche Mariä Heimsuchung in Angerbach. Hier befindet sich in einem flachen Wiesengelände der Bina der Rest eines als Weiheranlage gestalteten Herrensitzes. Von der ehemaligen Burganlage ist noch eine flache Erhebung mit der Spur einer umgebenden Grabenmulde erhalten. Auf dem Urkataster von Bayern ist das auf einer kleinen Insel (20 × 25 m) liegende Herrenhaus noch von einem Wassergraben umgeben, der auf der Westseite besonders ausgeprägt war; der Zugang erfolgte über eine Brücke von Norden her. Heute ist das Gelände vollständig verlandet.